# Přírodní amfiteátr na Resslu

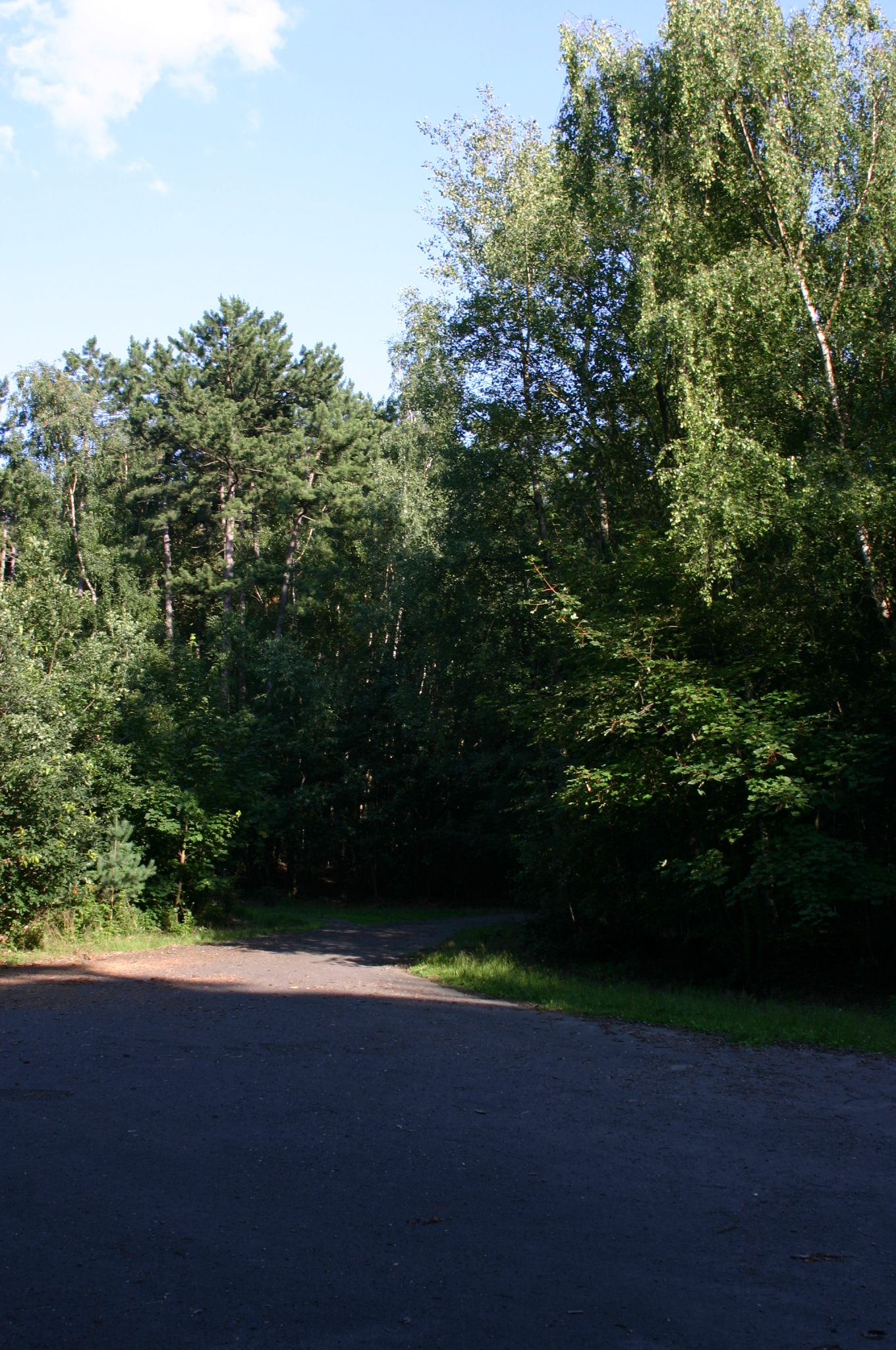
Příjezdová cesta na bývalé jeviště

Přírodní amfiteátr na Resslu je bývalá letní divadelní scéna a letní kino na vrchu Ressl, který se nachází na severozápadním okraji města Mostu v okrese Most v Ústeckém kraji. V současnosti již svému účelu neslouží.

## Původní plány
Plán na vybudování přírodního amfiteátru nedaleko restaurace na Resslu vznikl v polovině padesátých let 20. století. Úvodní projekt byl schválen na konci roku 1956 a na jeho základě byl vypracován technický projekt. Původní návrh Místního národního výboru v Mostě počítal s postupným vybudováním celého Parku kultury a oddechu a přírodní amfiteátr měl být jen jednou z jeho součástí.

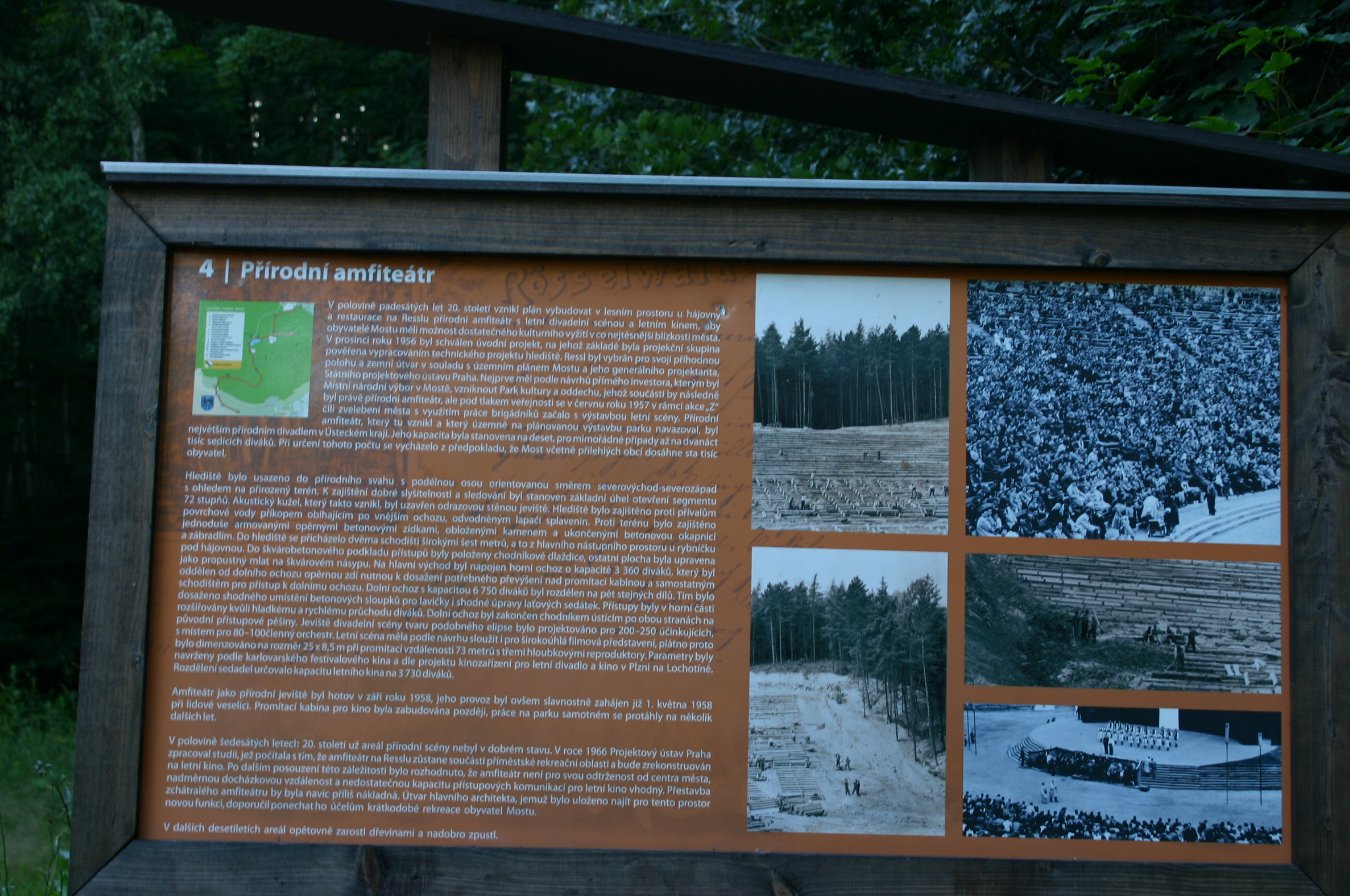
Informační tabule o výstavbě amfiteátru

## Výstavba
V červnu roku 1957 v rámci akce Z brigádníci začali s výstavbou letní scény. Vzniklý přírodní amfiteátr, který navazoval na plánovanou výstavbu parku, se stal největším přírodním divadlem v tehdejším Ústeckém kraji. Jeho kapacita byla deset, v mimořádných případech až dvanáct tisíc sedících diváků. Tyto počty vycházely z předpokladu, že Most včetně přilehlých obcí časem dosáhne sta tisíc obyvatel. Hlediště bylo vybudováno v přírodním svahu a proti přívalům povrchové vody jej chránil příkop obíhající po vnějším ochozu. Proti terénu bylo zajištěno opěrnými betonovými zídkami, obloženými kamenem a ukončenými betonovou okapnicí a zábradlím.
Na hlavní vchod byl napojen horní ochoz o kapacitě 3360 diváků, který byl oddělen od dolního ochozu opěrnou zdí nutnou k dosažení potřebného převýšení nad promítací kabinou a samostatným schodištěm pro přístup k dolnímu ochozu. Dolní ochoz s kapacitou 6750 diváků byl rozdělen na pět stejných dílů. Tím bylo dosaženo shodného umístění betonových sloupků pro lavičky i shodné úpravy laťových sedátek. Přístupy se v horní části rozšiřovaly kvůli plynulému a rychlému průchodu diváků. Dolní ochoz byl zakončen chodníkem ústícím po obou stranách na původní přístupové pěšiny.
Přírodní jeviště bylo dokončeno v září roku 1958, ale jeho provoz byl slavnostně zahájen již 1. května 1958 v rámci oslav 1. máje. Promítací kabina pro kino byla zabudována později. Práce na samotném Parku kultury a oddechu se sice protáhly na několik dalších let, ovšem jiné stavby a zařízení nakonec nebyly realizovány a amfiteátr zůstal jedinou dokončenou stavbou.

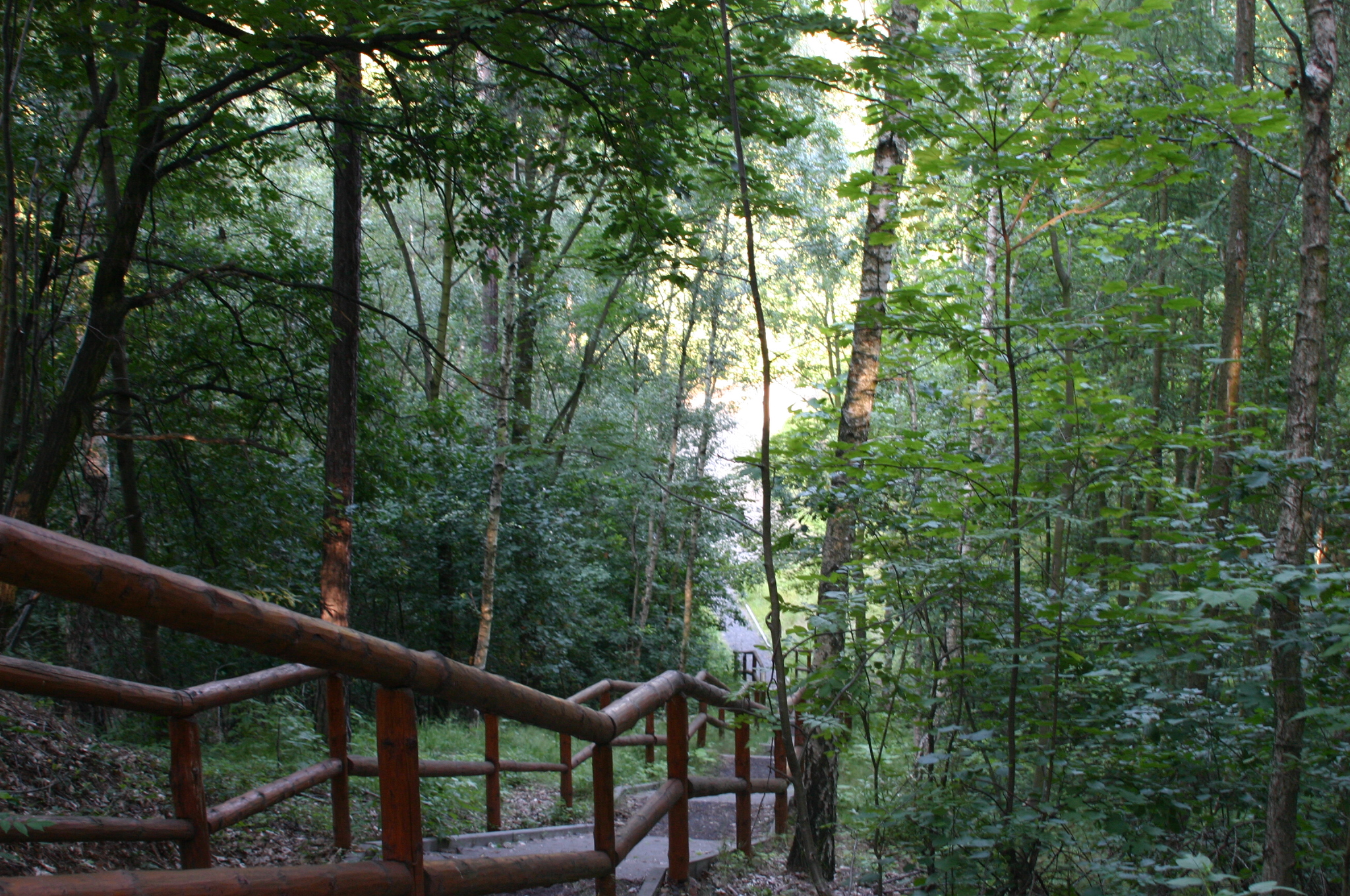
Schodiště vybudované na zarostlém hledišti

## Technické parametry
Pro dobrou slyšitelnost a sledování byl amfiteátr rozevřen v úhlu 72 stupňů. Elipsovité jeviště mohlo pojmout až 250 účinkujících a 80–100členný orchestr. Scéna měla sloužit také jako letní kino. Kvůli promítání širokoúhlých filmů mělo plátno rozměry 25 x 8,5 m. Vzorem se stalo karlovarské festivalové kino a projekt kinozařízení našel inspiraci v letním divadle a kině v Plzni na Lochotíně. Kapacita letního kina představovala 3730 diváků.

## Zánik
Už v polovině šedesátých let 20. století nebyl areál přírodní scény v dobrém technickém stavu. MěNV Most proto zadal v roce 1966 Projektovému ústavu Praha zpracovat studii využitelnosti objektu. Studie počítala s tím, že amfiteátr na Resslu zůstane jako součást příměstské rekreační oblasti a bude zrekonstruován na letní kino. Ovšem po zhodnocení všech aspektů bylo konstatováno, že amfiteátr není pro letní kino vhodný. Především z důvodů své odtrženosti od centra města, nadměrné docházkové vzdálenosti a nedostatečné kapacity přístupových cest. Přestavba zchátralého amfiteátru by byla navíc příliš nákladná. Útvar hlavního architekta, jemuž bylo uloženo najít pro tento prostor novou funkci, doporučil ponechat ho účelům krátkodobé rekreace obyvatel Mostu bez dalších stavebních úprav. V následujících desetiletích areál opět zarostl dřevinami a zcela zpustl.
V současnosti jsou v lesnatém terénu viditelné jen terasy bývalého hlediště. Prostor bývalého amfiteátru je od roku 2007 součástí naučné stezky Ressl.